# Tarstaborg
Die Tarstaborg ist eine vorzeitliche Fornborg auf dem namengebenden Berg, der nach Westen abfällt, zwischen Sköllersta und Pålsboda in der Gemeinde Hallsberg in Närke in Schweden. Sie ist Närkes größte und am besten erhaltene Burg. 
Die Burg ist von einem etwa 310 Meter langen an mehreren Stellen gut erhaltenen Steinwall umgeben. Außerhalb des Steinwalls sind die Reste der Burg von zwei weiteren Mauern umgeben. Es gibt im Außenwall einen und im Innenwall vier Zugänge zur Tarstaborg. Im Inneren befindet sich eine Terrasse, auf der sich wahrscheinlich ein Gebäude befand. Es ist unklar, welche Funktion es hatte. 
In der Provinz Örebro gibt es 35 Wallburgen. In Schweden etwa 1000.